# Eclissi solare del 10 settembre 1942
L'eclissi solare del 10 settembre 1942 è stato un evento astronomico che ha avuto luogo il suddetto giorno attorno alle ore 15:39 UTC. L'eclissi, di tipo parziale, ha avuto luogo nella maggior parte dell'America del Nord, dell'Europa e in aree circostanti.
L'evento del 10 settembre 1942 è stato la terza eclissi solare nel 1942 e la 99ª del XX secolo. La precedente eclissi solare si è verificata il 12 agosto 1942, la seguente il 4 febbraio 1943.

## Percorso e visibilità
Questa eclissi parziale poteva essere osservata nel territorio dell'Alaska (ora facente parte dell'Alaska come stato americano), in Canada, a nord; nel Dominion britannico di Terranova, nelle province canadesi orientali di Terranova e Labrador, in Groenlandia, in Europa, nell'ovest sovietico (ora Russia occidentale e nelle Repubbliche dell'Unione Sovietica; inoltre l'eclissi era visibile in nord Africa settentrionale e Turchia occidentale. 

## Eclissi correlate

### Eclissi solari 1939 - 1942
Questa eclissi è un membro di una serie semestrale. Un'eclissi in una serie semestrale di eclissi solari si ripete approssimativamente ogni 177 giorni e 4 ore (un semestre) in nodi alternati dell'orbita della Luna.